# Bárcenas
Bárcenas es una localidad y una Entidad Local Menor situadas en la provincia de Burgos, comunidad autónoma de Castilla y León (España), comarca de Las Merindades, partido judicial de Villarcayo, ayuntamiento de Espinosa de los Monteros.

## Geografía
Es un pueblo situado en el norte de la provincia en la vertiente mediterránea, valle del río Trueba, al norte del municipio. 
Atraviesa la localidad la carretera autonómica BU-570 de Espinosa a Vega de Pas por el puerto de las Estacas de Trueba (1154 m) y atravesando Las Machorras y continuando el la CA-631. Se bifurca en otrtas dos: autonómica BU-571 al Valle de Asón por el portillo de la Sía (1200 m), continuando el la CA-665 y la también autonómica BU-572 que por el portillo de Lunada (1350 m) y continuando por la CA-643 nos conduce hasta San Roque de Riomiera.

## Población
En 2024, contaba con 41 habitantes (INE).

## Historia
Barrio perteneciente a la Jurisdicción de Espinosa de los Monteros en el Partido de Castilla la Vieja en Laredo, con jurisdicción de realengo.
A la caída del Antiguo Régimen queda agregado al ayuntamiento constitucional de Espinosa de los Monteros, en el Partido de Villarcayo perteneciente a la región de Castilla la Vieja.

## Parroquia
Iglesia de Santa María Magdalena, dependiente de la parroquia de Espinosa de los Monteros en el Arciprestazgo de Merindades de Castilla la Vieja, diócesis de Burgos